# Geheime Dienst Nederland
De Geheime Dienst Nederland was een spionagegroep tijdens de Tweede Wereldoorlog.

## GDN
De GDN werd opgericht door J.M.W.C. Iansen (1915), zoon van de directeur van de Twentsche Bank in Delden en voormalig klasgenoot van Jan Marginus Somer. Hij was sinds 1941 onder de schuilnaam 'Max' actief voor Somer, die in 1942 via Zwitserland naar Engeland vertrok. De groep specialiseerde zich in het verzamelen van militaire, politieke en economische inlichtingen. 
Toen Somer naar Zwitserland ging, meldde Iansen zich bij diens opvolger J. B. Vermeulen. Deze had contact met Wim Stenger, een Nederlander die in Brussel woonde, en met W. Ugeux van de Belgische inlichtingendienst Zéro. Met hulp van I.J. Cohen en Stenger zette Iansen in 1942 een spionagenetwerk in Nederland op dat bekendstond onder de naam Dienst Wim.
Lang is Dienst-Wim niet actief geweest want in begin 1943 werd de groep via het Englandspiel geïnfiltreerd door Anton van der Waals. In juli werd de groep opgerold. 
Niet lang hierna ontmoette Iansen zijn voormalige klasgenoot Henk Deinum, die sinds kort contact had met Louis d'Aulnis, die op 10 juni 1943 was gedropt. Deinum lichtte d'Aulnis in over de GDN en Dienst-Wim. D'Aulnis bracht Bureau Inlichtingen op de hoogte, waarna hij contact opnam met Iansen. Deze kreeg echter het gevoel dat Londen zijn werkzaamheden te weinig waardeerde en besloot via Spanje naar Engeland te gaan. J.M. Pennings volgde hem op maar werd al maart 1944 gearresteerd. 
De eerste tocht naar Spanje strandde Iansen bij de Pyreneeën dus kwam hij terug in Nederland. Hij benoemde Willem Schoemaker tot opvolger van Pennings. Zijn tweede tocht naar Spanje liep ook eerst mis, hij werd op 8 april 1944 net over de Spaanse grens gearresteerd. In december werd hij in Spanje vrijgelaten en kon hij zijn reis naar Engeland voortzetten. Somer was toen al terug in Nederland en zat in het bevrijde Eindhoven.  
Schoemaker begon na een verzetsoverleg in Rotterdam met een grondige reorganisatie van GDN. Er werd onder andere gezocht naar nieuwe kanalen om berichten naar Engeland te verzenden. Er waren toen ongeveer 38 medewerkers en ruim duizend helpers. Veel daarvan waren studenten, die (zak)geld hadden, bewegingsvrijheid, veel vrije tijd en een netwerk betrouwbare vrienden. Ze concentreren zich vooral op het verzamelen van militaire gegevens, die vaak op microfilm naar Engeland gingen maar in urgente gevallen door d'Aulnis verzonden werden.

### Limburg, Noord-Brabant en Zeeland
In Limburg werd de GDN pas actief vanaf september 1943. De eerste berichten dateren van november 1943. 

- In Maastricht werd het bureau aan de Papenstraat 11 geleid door L. Suhr, een vriend ven eerder genoemde Pennings.
- In Venlo stond het bureau onder C.M.W. Hoogwinkel, die op het vliegveld van Venlo, op de schepen op de Maas en op de plaatsing van V-wapens lette. In juli 1944 overleed hij aan een longontsteking. Zijn opvolger was G.W. Aarts.

Vanaf 1944 was er een hoofdbureau voor de zuidelijke provincies in Eindhoven, geleid door F.J.J.M. van Zinnicq Bergmann uit Vught.
Nadat Pennings werd gearresteerd benoemde Schoemaker zijn broer Paul tot hoofd van de zuidroute. Hij richtte enkele nieuwe bureaus op, in Heerlen, Roermond, Sittard en mogelijk in Gennep. Bureauhouder van Heerlen werd eind mei 1944 H.H.A. Hötte, zoon van een oogarts uit Heerlen. In Roermond werd dat A.E.A.M. Wong Lun Hing, zoon van een huisarts in Roermond, in Sittard werd dat L. Snepvangers. 
P.G.B. Quist, die ook militaire inlichtingen in Limburg verzamelde, werd op 10 februari 1944 aangehouden. Hij overleed op 1 maart 1945 in het kamp in Lahde.

### Rotterdam
In Rotterdam had de GDN een inlichtingen-bureau onder leiding van Aad Ruitenberg. Tot 1 november 1944 sanctioneerde Ruitenberg een aantal overvallen van de zelfstandig opererende "Ploeg Jos" van Jan Arie de Groot, die per overval een deel van de buit afstond aan de GDN. Door onder de naam van de GDN te opereren, voorkwam De Groot dat hij ter verantwoording zou worden geroepen door andere verzetsgroepen. In augustus 1944 sluit De Groot zich aan bij de LKP, waarbij Ruitenbeek dreigt om de GDN sanctionering in te trekken voor de eerdere overvallen. Hiermee komt De Groot in levensgevaar om als roofovervaller geliquideerd te worden door de LKP. De Groot zal de GDN desondanks blijven steunen na zijn aansluiting bij de LKP, de GDN krijgt via De Groot een flink aandeel van de buit van de overval op het Rotterdamse spoorwegpostkantoor. 
Vanaf 1 november 1944 beschikte de GDN in Rotterdam over een eigen knokploeg onder leiding van Siemen Sleeswijk Visser die overvallen deed bij rijke ondernemers om de inlichtingen-activiteiten te bekostigen. De knokploeg gebruikte de buit echter uitsluitend te eigen bate voor een riante levensstijl, evenals Ruitenbeek, terwijl de inlichtingenmedewerkers ondertussen financieel niet kunnen rondkomen. De GDN kreeg vanaf eind 1944 financiële ondersteuning van het Nationaal Steunfonds en daarmee verviel de noodzaak tot roofovervallen. Bureau Inlichtingen geeft vanuit Londen op 12 januari 1945 de opdracht aan Schoemaker om met onmiddellijke ingang de roofovervallen uit naam van de GDN te verbieden.
Op 25 februari 1945 kondigt Schoemaker een landelijk verbod per 15 maart 1945 af dat geen enkele knokploeg nog onder de naam van de GDN mag opereren. In Rotterdam maakten de leden van andere verzetsgroepen sinds eind 1944 actief jacht op leden van de GDN vanwege door het LKP en RVV afgekondigde verbod op roofovervallen. Daarbij maakt de LKP geen onderscheid tussen de inlichtingenmedewerkers en de knokploegleden van de GDN, ook al zijn dit gescheiden groepen. De vele overvallen van o.a. de GDN knokploeg hadden de goede naam van het Rotterdamse verzet ernstig aangetast. Direct na de Duitse capitulatie zijn vier leden van de GDN wegens criminele verdenkingen door de Binnenlandse Strijdkrachten vastgezet in het huis van bewaring "Noordsingel" te Rotterdam, waaronder twee leden van de GDN knokploeg. In juni 1945 zijn alle GDN leden weer vrijgelaten op voorspraak van Schoemaker.

### Nasleep
Op 15 september 1945 richt Iansen de 'Gemeenschaps Dienst Nederland' op als opvolger van de G.D.N. Iansen wordt Penningmeester en Schoemaker voorzitter. Officieel is het een reünisten-vereniging, maar de vereniging kwam al snel in de problemen met de Wet op de Weerkorpsen en had bovendien geldproblemen. In april 1946 wordt de dienst wegens geldgebrek opgeheven. Uit het Rijkspolitie-rapport dd 2 mei 1950 naar particuliere inlichtingendiensten blijkt dat Iansen en Schoemaker een eigen particuliere inlichtingenbureau probeerden op te zetten. Opmerkelijk in dit rapport is dat enkele verzetsmedewerkers tijdens de oorlog voor de Gestapo blijken te hebben gewerkt, zoals een bureauhouder van eerst Haarlem en later Amsterdam. De bureauchef Den Haag was een NSB-lid die in het rapport wordt gelinkt aan de beruchte V-Mann Huschka. Verder blijkt Iansen een naoorlogse verdenking op zijn naam te hebben staan van deviezensmokkel.   
In 1950 is er een rechtszaak van een Rotterdamse financier die in februari 1945 10.000 gulden had uitgeleend aan twee leden van de GDN, maar nooit heeft teruggekregen. 
Op 21 maart 1991 vechten Joep Iansen alias Max en Willem Schoemaker alias Miki voor de Utrechtse rechtbank een juridische strijd voor de rechter uit wie de ware oprichter van de GDN zou zijn.
Diverse kranten schrijven hierover. Op 4 april 1991 is de uitspraak: "Miki" was leider Geheime Dienst Nederland. Uitspraak onder andere te lezen in de Volkskrant. Uit later gevonden documenten blijkt dat Max vóór zijn tweede poging om naar Engeland te gaan, Miki heeft aangesteld als zijn plaatsvervanger.

## Naam Jansen / Iansen
Lou de Jong beschrijft de naam als J.M.W.C.Iansen (met hoofdletter i). In het boek: De Geheime dienst Nederland wordt bij de naam Iansen verwezen naar Jansen. In het kort geding gaat het tussen Jansen en Schoemaker, volgens de krantenverslagen. Echter de naam Iansen is juist. In gespreksverslag met Tromp tijdens de Parlementaire Enquêtecommissie Regeringsbeleid 1940-1945, verbetert Tromp de verslaglegging van Jansen in Ianssen.